# What Jail Is Like
| Recensione                | Giudizio |
| ------------------------- | -------- |
| Rolling Stone Album Guide | [ 1 ]    |

What Jail Is Like è un EP del gruppo statunitense degli Afghan Whigs, pubblicato nel 1994 dalla Elektra Records. Mr. Superlove è una cover degli Ass Ponys. The Dark End Of The Street è una reinterpretazione di Percy Sledge, mentre Little Girl Blue (Rodgers/Hart) è tratta dal musical Jumbo (1935; versione film 1962), cantata originariamente da Gloria Grafton (la versione del film è cantata da Doris Day). Il pezzo è stato ripreso da molti altri artisti, ma gli Afghan Whigs hanno utilizzato la versione di Diana Ross come base. My World Is Empty Without You/I Hear A Symphony è un pezzo delle Supremes. What Jail Is Like è tratta dall'album Gentlemen del 1993.

## Tracce
1. What Jail Is Like (Dulli) - 3:31
2. Mr. Superlove (Ass Ponys) - 6:04
3. The Dark End of the Street (Penn/Moman) - 4:02
4. Little Girl Blue (Rodgers/Hart) - 4:36
5. What Jail Is Like (Dulli) (live) - 4:04
6. Now You Know (Dulli) (live) - 4:07
7. My World Is Empty Without You/I Hear a Symphony (Holland/Dozier/Holland) (live) - 6:58

## Formazione

### Gruppo
- Greg Dulli - voce, chitarra, pianoforte
- Rick McCollum - chitarra, banjo
- John Curley - basso
- Steve Earle - batteria, percussioni

### Altri musicisti
- Harold Chichester - pianoforte
- Barbara Hunter - violoncello

## Dati registrazione
- What Jail Is Like è stata registrata agli Ardent Studios, Memphis, Tennessee. Produzione di Greg Dulli. Ingegneri del suono: Jeff Powell e John Hampton. Missaggio di Jeff Powell and Greg Dulli.
- Mr. Superlove, The Dark End Of The Street e Little Girl Blue sono state registrate all'Audiocraft, Cincinnati, Ohio. Produzione di Greg Dulli. Ingegnere del suono: John Curley.
- What Jail Is Like, Now You Know e My World Is Empty Without You/I Hear A Symphony sono state registrate dal vivo al Mercury Cafe, Denver, Colorado, per la KTLC Live Music Link. Registrazione di Steve Girton e Tom Payetta.